# Basket Club Castelnuovo Scrivia
La Basket Club Castelnuovo Scrivia ASD denominata attualmente BCC Derthona Basket, è una società italiana di pallacanestro femminile con sede a Castelnuovo Scrivia, che gioca a Tortona, nel nuovo e modernissimo impianto della Cittadella dello Sport "Marcellino e Pietro Gavio". Dopo aver vinto la Coppa Italia di serie A2 nella stagione 2022-2023, nella stagione 2023-2024 viene promossa nella massima serie, vincendo i play-off. Dalla stagione 2024-2025 milita in Serie A1.

## Storia
La BC Castelnuovo è stata fondata nel 1986.
Nel 2023, inizia la partnership con il Derthona Basket che porta la società castelnovese a cambiare denominazione in Bcc Derthona Basket, a giocare nella modernissima Cittadella dello Sport e ad essere una delle tre società italiane ad avere sia la compagine maschile che quella femminile impegnate nella massima serie nazionale. 

## Cronistoria
| Cronistoria del Basket Club Castelnuovo Scrivia |
| --- |
| - 2011-12 · 2ª nel gruppo 2 per l'ammissione al campionato di sviluppo di Serie B - 2012-13 · finalista degli spareggi nazionali di Serie B. - 2013-14 · 1ª nel girone 2 di spareggi promozione di Serie B, promossa in Serie A3. - 2014-15 · 3ª nel Girone A di Serie A3, vince i play-off, promossa in Serie A2. - 2015-16 · 12ª nel Girone A di Serie A2, salva ai play-out. - 2016-17 · 7ª nel Girone A di Serie A2, semifinalista play-off. - 2017-18 · 4ª nel Girone Nord di Serie A2, semifinalista play-off. - 2018-19 · 5ª nel Girone Nord di Serie A2, quarti di finale play-off. - 2019-20 · 6ª nel Girone Nord di Serie A2. - 2020-21 · 4ª nel Girone Nord di Serie A2, quarti di finale play-off. - 2021-22 · 6ª nel Girone Nord di Serie A2, semifinalista play-off. - 2022-23 · 2ª nel Girone Nord di Serie A2, semifinalista play-off. - 2023-24 · inizia la partnership con il Derthona Basket. 1ª nel Girone A di Serie A2, vince i play-off, promossa in Serie A1. - 2024-25 · Autosped G., 4ª in Serie A1, quarti di finale dei play-off. |